# Periscepsia salti
Periscepsia salti är en tvåvingeart som först beskrevs av Fritz Isidore van Emden 1960.  Periscepsia salti ingår i släktet Periscepsia och familjen parasitflugor.
Artens utbredningsområde är Tanzania. Inga underarter finns listade i Catalogue of Life.